# 4-Hidroxifenilacetona
La 4-Hidroxifenilacetona es el análogo parahidroxi de la fenilacetona, un metabolito inactivo de la anfetamina en humanos. Cuando se presenta como un metabolito de la anfetamina, se produce directamente a partir del metabolito inactivo fenilacetona.

## Farmacocinética de la anfetamina
En los seres humanos, la 4-hidroxifenilacetona se presenta como un metabolito de la anfetamina y la fenilacetona.